# NGC 3402
NGC 3402 (NGC 3411) je eliptična galaktika zviježđu Vodenoj zmiji. Naknadno je utvrđeno da je ovo ista galaktika kao i NGC 3411.

## Vanjske poveznice
- (eng.) SEDS: NGC 3402
- (eng.) Revidirani Novi opći katalog
- (eng.) Izvangalaktička baza podataka NASA-e i IPAC-a
- (eng.) Astronomska baza podataka SIMBAD
- (eng.) VizieR